# Конец света (сериал)
«Конец света» — российский художественный сериал 2022 года режиссёра Александра Незлобина, вышедший на «Кинопоиске». Главные роли в нём сыграли Семён Трескунов, Юрий Колокольников, Ксения Раппопорт, Ксения Кутепова. Шоу получило положительные отзывы критиков.

## Сюжет
Действие происходит в Чертанове, где внезапно объявляется Князь тьмы. Этот персонаж пытается привлечь сына, 20-летнего кассира продуктового супермаркета, к реализации своих грандиозных планов.

## В ролях
| Актёр                   | Роль                                                    |
| ----------------------- | ------------------------------------------------------- |
| Юрий Колокольников      | Сергей Яковлевич Вельзевульченко (Сатана)               |
| Семён Трескунов         | Демьян Баженов                                          |
| Ксения Раппопорт        | Нелли                                                   |
| Ксения Кутепова         | Мария Баженова, мать Демьяна                            |
| Ольга Бодрова           | Мария в молодости                                       |
| Владимир Канухин        | Азик Митрохин (Азазелло), видеоблогер                   |
| Даниил Воробьёв         | Игорь Николаевич Белов, криминальный бизнесмен          |
| Аглая Тарасова          | Софья Белова                                            |
| Екатерина Ильина        | Галя, невеста Демьяна                                   |
| Роман Маякин            | продюсер Азика                                          |
| Николай Шрайбер         | Григорий (Ветхозаветный ангел)                          |
| Антон Рогачёв           | Даниэль (Новозаветный ангел)                            |
| Светлана Листова        | Светлана Петровна Серафимова, капитан полиции/избранная |
| Дмитрий Караневский     | Святослав Скоробогатов, младший лейтенант полиции       |
| Сергей Селин            | Геннадий Борисович, полковник полиции                   |
| Ольга Науменко          | Вера Ивановна Баженова, бабушка Демьяна                 |
| Екатерина Новокрещенова | Варвара, сестра Демьяна                                 |
| Самвел Мужикян          | адвокат Белова                                          |
| Григорий Калинин        | Пётр, священник, настоятель храма                       |
| Анастасия Резник        | Аннушка (Анна Чумакова), массажистка                    |
| Григорий Багров         | Ленин                                                   |

## Список серий
| № серии | Название                                 | Премьера   | Описание серии |
| ------- | ---------------------------------------- | ---------- | --- |
| 1       | Никогда не разговаривайте с незнакомцами | 27.10.2022 | Сатана приходит на землю, чтобы найти своего сына Антихриста Демьяна и устроить апокалипсис. Демьян — добрый и честный человек, живёт в обычной московской квартире с мамой, бабушкой, сестрой и невестой Галей. Следователь Света Серафимова хочет найти Сатану и преследует богатого бандита Белова. Белов насмерть сбивает Галю. |
| 2       | Идеальная жертва                         | 27.10.2022 | Поскольку Сатана пообещал воскресить мёртвых, в том числе Галю, Демьян соглашается устроить конец света. Однако для этого он должен убить человека. Сатана даёт Демьяну возможность убить Белова, но тот убивает бабушку, выполняя её просьбу. |
| 3       | Труп невесты                             | 03.11.2022 | Наступает день похорон Гали и бабушки. Бог возвращает бабушку на землю, Демьян похищает тело Гали. Его пытается убить помощник Сатаны демон Азик, который хочет дальше жить на земле. Мама Демьяна продаёт Сатане душу, чтобы у неё было «всё как у людей». |
| 4       | Воин Света                               | 10.11.2022 | Сатана сохраняет тело Гали. Азик и ведьма Нэлли, любовница Сатаны, арендуют цирк для шоу. Ангелы просят Серафимову помочь остановить конец света, но та им не верит. |
| 5       | Чудотворец                               | 17.11.2022 | Жена Белова становится слугой Сатаны. Демьян неохотно отправляется на ток-шоу и показывает способность творить чудеса. Он получает второй шанс отомстить за Галю. |
| 6       | Здесь и сейчас                           | 24.11.2022 | Из-за проповедей Демьяна один из его фанатов берёт заложников; Демьян уговаривает его всех отпустить, но фаната убивает спецназ. Демьяна это травмирует и ожесточает. Серафимова вызывает Сатану в отдел и сажает в освящённую камеру, планируя отправить его на Соловки. Демьян угрожает судье, которая будет рассматривать дело Сатаны. Азик и Нэлли добывают «мощи» для храма Демьяна и Сатаны — тело Ленина. Нэлли подстраивает Белову возможность убить Демьяна, поскольку не хочет, чтобы тот стал Антихристом. |
| 7       | Страшный суд                             | 01.12.2022 | Демьян попадает в плен к Белову, убивает его и выбирается на свободу. Сатана получает условный срок за оскорбление чувств верующих. Сестру Демьяна Варю травят в школе; она и Азик влюбляются друг в друга. Сатана решает, что Азик — предатель, и превращает его в человека, а затем инсценирует смерть Демьяна. Жизнь Маши «как у людей» оказывается довольно унылой. Нэлли предлагает ей вернуть душу в обмен на участие в ритуале с телом Гали. Серафимова находит убийцу своих родителей и гибнет сама.          |
| 8       | Бал сатаны                               | 08.12.2022 | Сатана готовит в цирке показательное воскрешение Демьяна. Азик учится быть человеком. На вечер памяти Демьяна, оформленный как модная вечеринка, прибывают гости. Нэлли приводит к Демьяну воскрешённую, но не пришедшую в сознание Галю и уговаривает его уйти. Сатана перехватывает Демьяна и объясняет, что Галя не воскрешена по-настоящему. Демьян в гневе убивает отца к его полному удовлетворению, а затем выходит к своей «пастве».                                                                          |

## Создание и оценки
Шоураннером проекта стал Дмитрий Нелидов, режиссёром — известный стендапер Александр Незлобин. Главные роли получили Семён Трескунов, Юрий Колокольников, Ксения Раппопорт, Ксения Кутепова. Премьера сериала состоялась 27 октября 2022 года на «Кинопоиске».
Первые рецензенты называли в числе плюсов сериала проработанность персонажей, качественную игру Юрия Колокольникова, обилие удачных шуток, в том числе на острые темы: о политических репрессиях, социальном неравенстве, религии. «Для отечественных комедийных сериалов в 2022 году это неслыханная дерзость, которая вызывает восхищение», — написал в своём отзыве Максим Ершов («Фильм.ру»). В «Конце света» увидели явные отсылки к «Мастеру и Маргарите» и «Благим знамениям», влияние сериала «Пацаны» (оно проявилось, по мнению критиков, в «высоком уровне жестокости и чрезмерной кровожадности»).
Павел Воронков («Газета.ru») охарактеризовал «Конец света» как «большой шаг вперёд» Александра Незлобина по сравнению с его первым проектом для «Кинопоиска», драмеди «Я не шучу». По словам критика, этот сериал «гораздо более удачлив в своих удачах, чем неудачлив в неудачах».